# Histoire de l'Empire britannique pendant la Seconde Guerre mondiale

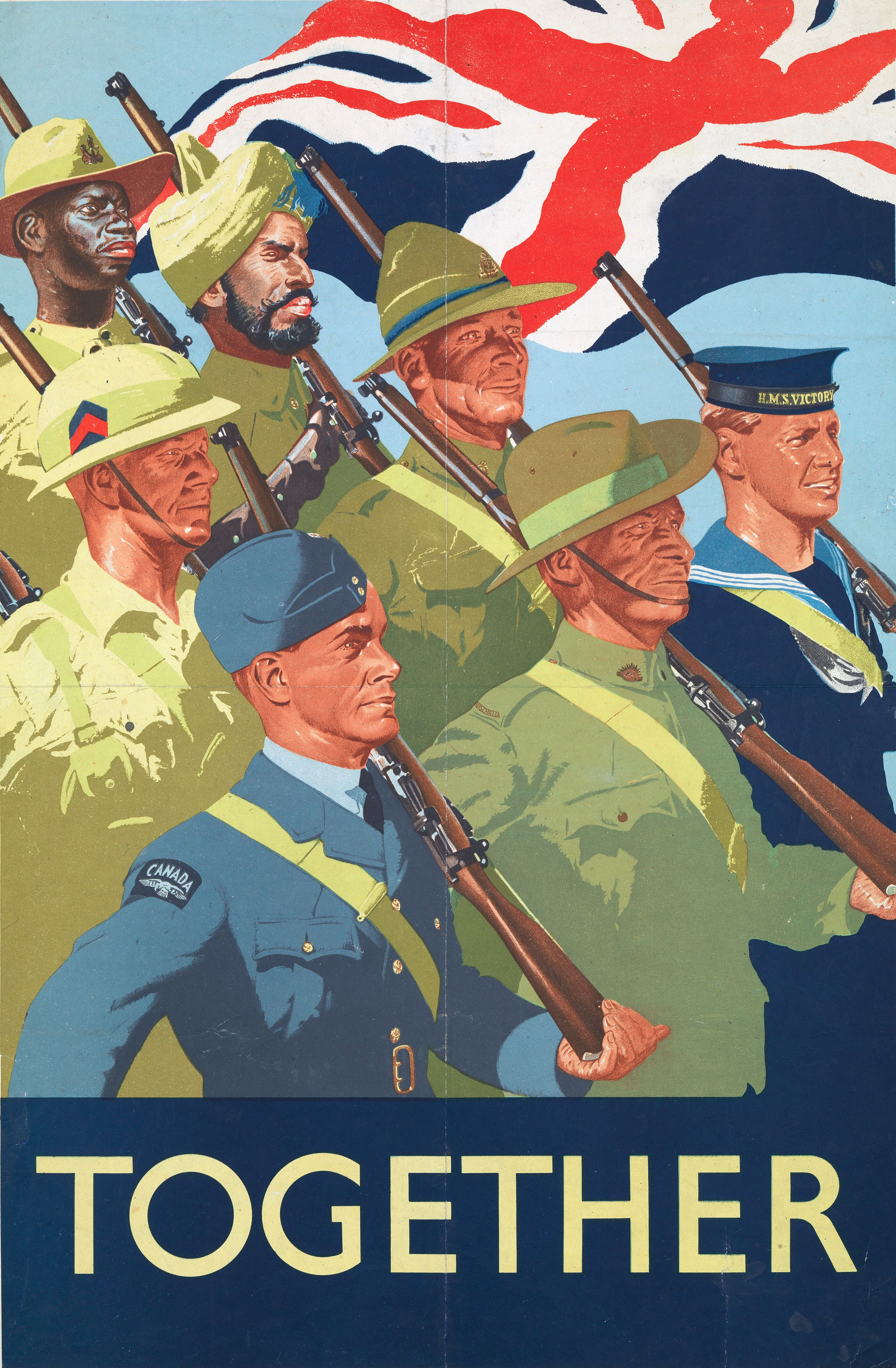
Affiche de propagande promouvant l'effort de guerre conjoint de l'Empire britannique et du Commonwealth, 1939.

Lorsque le Royaume-Uni déclara la guerre à l'Allemagne nazie en septembre 1939 au début de la Seconde Guerre mondiale, le Royaume-Uni contrôlait à des degrés divers de nombreuses colonies de la couronne, des protectorats et l'Empire indien. Il maintint également des liens politiques uniques avec quatre des cinq dominions indépendants — l'Australie, le Canada, l'Afrique du Sud et la Nouvelle-Zélande — en tant que co-membres (avec le Royaume-Uni) du « Commonwealth britannique » d'alors. En 1939, l'Empire britannique et le Commonwealth constituaient ensemble une puissance mondiale, avec un contrôle politique et économique direct ou de facto de 25% de la population mondiale et de 30% de sa masse terrestre.

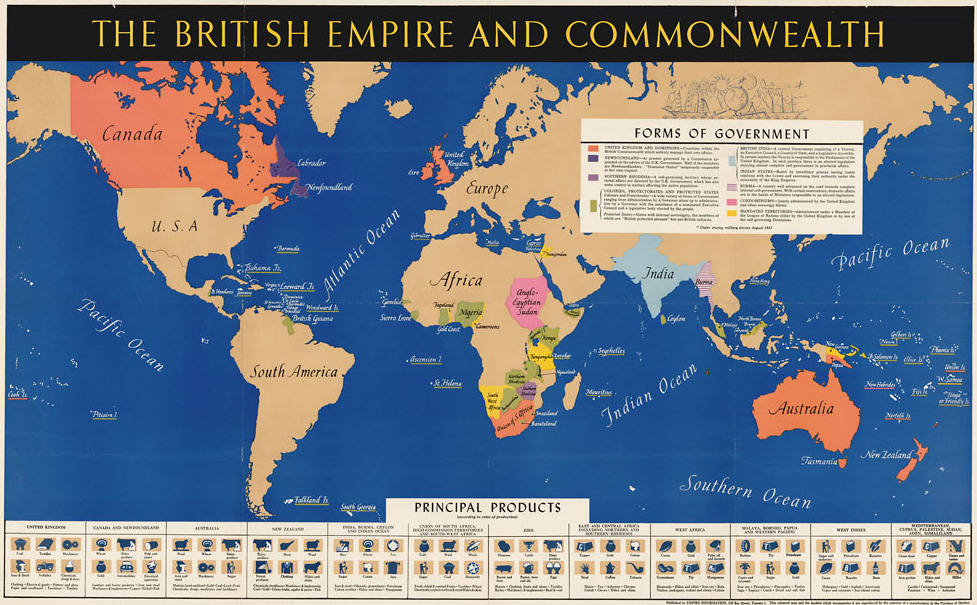
L'Empire britannique et ses principales productions.

La contribution de l'Empire britannique et du Commonwealth en termes de main-d'œuvre et de matériel était essentielle à l'effort de guerre allié. De septembre 1939 à la mi-1942, le Royaume-Uni dirigea les efforts alliés sur plusieurs théâtres militaires mondiaux. Les forces indiennes du Commonwealth, coloniales et impériales, totalisant près de 15 millions d'hommes et de femmes en service, ont combattu les armées, les forces aériennes et les marines allemandes, italiennes, japonaises et autres de l'Axe à travers l'Europe, l'Afrique, l'Asie et dans la mer Méditerranée ou les océans l'Atlantique, Indien, Pacifique et Arctique. Les forces du Commonwealth basées en Grande-Bretagne ont opéré à travers l'Europe du Nord-Ouest dans le but de ralentir ou d'arrêter les avancées de l'Axe. Les forces aériennes du Commonwealth ont combattu la Luftwaffe jusqu'à l'arrêt au-dessus de la Grande-Bretagne, et les armées du Commonwealth ont combattu et détruit les forces italiennes en Afrique du Nord et de l'Est et ont occupé plusieurs colonies d'outre-mer des nations européennes occupées par l'Allemagne. À la suite d'engagements réussis contre les forces de l'Axe, les troupes du Commonwealth ont envahi et occupé la Libye, le Somaliland italien, l'Érythrée, l'Éthiopie, l'Iran, l'Irak, la Syrie, le Liban, l'Islande, les îles Féroé et Madagascar.
Le Commonwealth a vaincu, retenu ou ralenti les puissances de l'Axe pendant trois ans tout en mobilisant son infrastructure économique, militaire et industrielle intégrée à l'échelle mondiale pour construire ce qui est devenu, en 1942, l'appareil militaire le plus étendu de la guerre. Ces efforts ont coûté 150 000 morts parmi les militaires, 400 000 blessés, 100 000 prisonniers, plus de 300 000 morts parmi les civils et la perte de 70 grands navires de guerre, 39 sous-marins, 3 500 avions, 1 100 chars et 65 000 véhicules. Pendant cette période, le Commonwealth a construit une énorme capacité militaire et industrielle. La Grande-Bretagne est devenue le noyau de l'effort de guerre allié en Europe occidentale et a accueilli des gouvernements en exil à Londres pour rallier le soutien de l'Europe occupée à la cause alliée. Le Canada a fourni près de 4 milliards de dollars d'aide financière directe au Royaume-Uni, et l'Australie et la Nouvelle-Zélande ont commencé le passage à la production nationale pour fournir une aide matérielle aux forces américaines dans le Pacifique. À la suite de l'entrée des États-Unis dans la guerre en décembre 1941, le Commonwealth et les États-Unis ont coordonné leurs efforts et ressources militaires à l'échelle mondiale. Au fur et à mesure que l'ampleur de l'implication militaire et de la production industrielle des États-Unis augmentait, les États-Unis prirent le commandement sur de nombreux théâtres, soulageant les forces du Commonwealth pour leur devoir ailleurs et élargissant la portée et l'intensité des efforts militaires alliés,. La coopération avec l'Union soviétique s'est également développée.
Cependant, il s’avéra difficile de coordonner la défense des colonies éloignées et des pays du Commonwealth contre les attaques simultanées des puissances de l'Axe. Cette difficulté fut en partie exacerbée par des désaccords sur les priorités et les objectifs, ainsi que sur le déploiement et le contrôle des forces conjointes. Les gouvernements britannique et australien, en particulier, se tournèrent vers les États-Unis pour obtenir leur soutien. Bien que l'Empire britannique et les pays du Commonwealth aient tous émergé de la guerre en vainqueurs, ceux-ci ayant repris les territoires conquis revenant ainsi sous domination britannique, les coûts de la guerre et la ferveur nationaliste qu'elle avait attisée devint un catalyseur pour la décolonisation qui eut lieu dans les décennies suivantes,.